# Eidsvoll Station
Eidsvoll Station (Eidsvoll stasjon) er en jernbanestation, der ligger i Eidsvoll i Akershus fylke i Norge. Stationen ligger 67,51 km fra Oslo S, 127,2 meter over havets overflade og er endestation for de lokale tog på strækningen mellem Kongsberg – Oslo – Gardermoen – Eidsvoll og regionaltog fra Skien. Desuden betjenes den af regionaltog mellem Drammen og Lillehammer.
Stationen åbnede 1. september 1854 som endestation for Norges første jernbane, Hovedbanen fra Oslo.. I 1998 blev den flyttet ca. 200 meter mod nord i forbindelse med etableringen af Gardermobanen via den nye Oslo Lufthavn, Gardermoen. Samtidig opførtes en ny stationsbygning efter tegninger af Arne Henriksen Arkitekter AS. Forgængeren, der blev opført i 1878 efter tegninger af Jacob Wilhelm Nordan, benyttes nu til kursusvirksomhed mv.
Om sommeren sejler DS Skibladner ud fra dampskibsbryggen ved den gamle station.

## Galleri
- Et El. 11 på Eidsvoll Station.
- Eidsvoll Station indtil 1998.